# Onet-le-Château
Pour les articles homonymes, voir Onet.
Onet-le-Château est une commune française de la banlieue nord de Rodez située dans le département de l'Aveyron, en région Occitanie. Elle est en 2020 la troisième commune de l’Aveyron la plus peuplée après Rodez et Millau. Ses habitants, appelés les Castonétois, sont passés de 1 200 à 11 000 habitants en 50 ans.
Le patrimoine architectural de la commune comprend trois immeubles protégés au titre des monuments historiques : le château et l'église, inscrits en 1977, le château de Canac, inscrit en 1990 puis classé en 1991, et l'église Saint-Joseph-l'Artisan, inscrite en 2005.

## Géographie

### Localisation
Commune de l'aire d'attraction de Rodez située dans son Unité urbaine au nord-est de Rodez.
Elle fait partie aussi des huit communes de la communauté d'agglomération de Rodez. Avec ses 40 km2 de superficie, elle est la plus grande de sa communauté d'agglomération. Elle est presque aussi grande qu'Albi qui compte 50 000 habitants. La commune s'étend de Capelle (village le plus à l'ouest) à La Roquette (village le plus à l'est) sur 12 kilomètres. Elle est bordée au nord par le domaine de Vabre et son château, au sud par le quartier des Quatre-Saisons (zone densément peuplée classée prioritaire) et à l'est par la colline des Crêtes, zone tout en longueur qui s'étend de La Roquette à l'Oustal Nau.

### Communes limitrophes
Les communes limitrophes sont  Balsac, Druelle Balsac, Druelle, La Loubière, Rodez, Sainte-Radegonde, Salles-la-Source et Sébazac-Concourès.

### Hydrographie

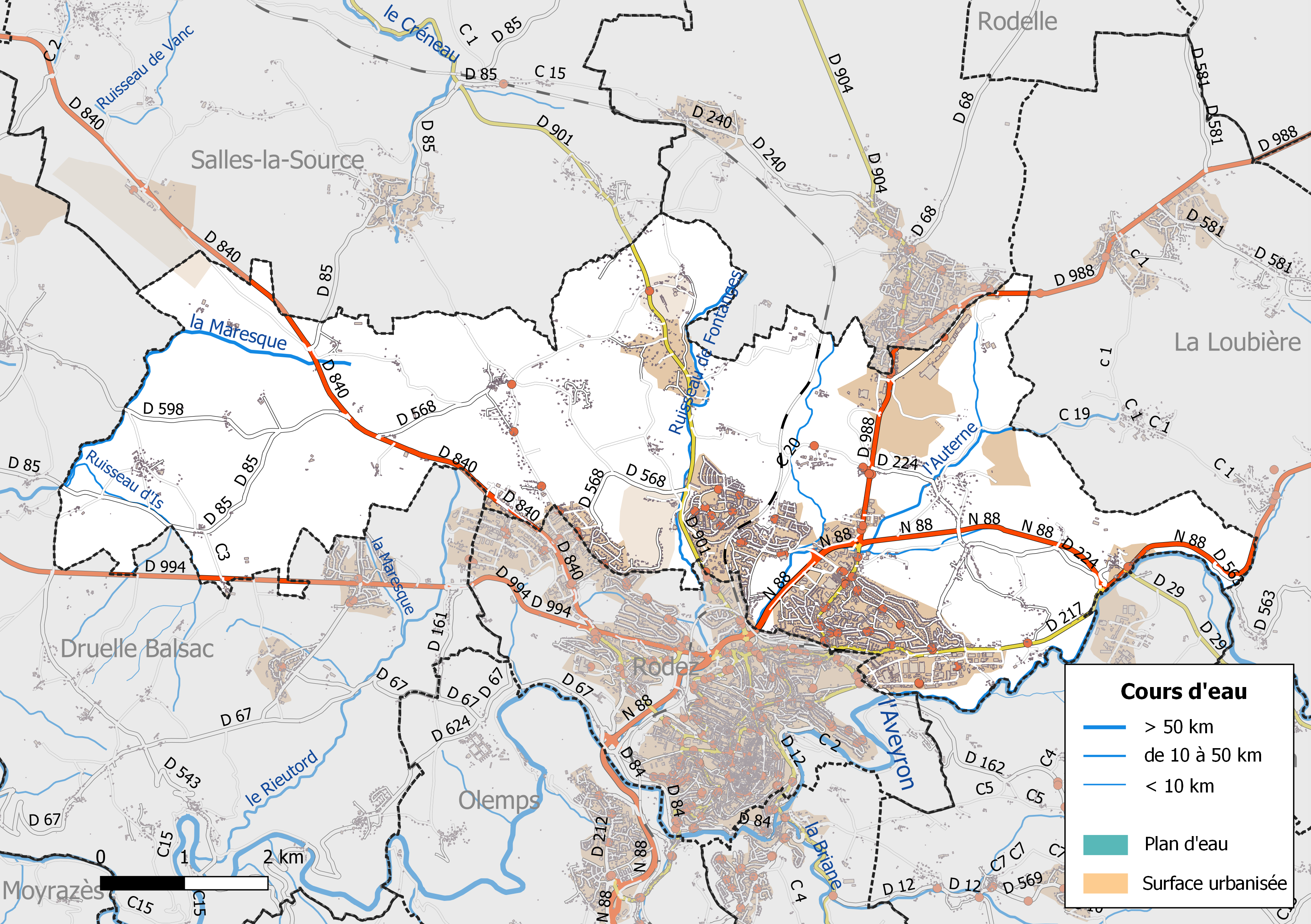
Réseau hydrographique d'Onet-le-Château.

La commune se situe en majeure partie sur le bassin versant de l'Auterne, ruisseau affluent de l'Aveyron. Plusieurs affluents de l'Auterne traversent la commune : le ruisseau de Fontanges, le ruisseau de Saint-Mayme, le Roudoulou.
Une partie de la commune est inondable, notamment dans les secteurs peu pentus de Saint-Mayme, de Saint-Marc et des Balquières, ou encore à la Roquette, au bord de l'Aveyron.
Une station hydrologique, destinée à mesurer la hauteur de l'Aveyron, est implantée à Onet le Château, au lieu-dit Manhac.
La presse locale relate plusieurs crues de l'Auterne :
- décembre 1906[4]

### Climat
Pour des articles plus généraux, voir Climat de l'Occitanie et Climat de l'Aveyron.
En 2010, le climat de la commune est de type climat océanique altéré, selon une étude s'appuyant sur une série de données couvrant la période 1971-2000. En 2020, Météo-France publie une typologie des climats de la France métropolitaine dans laquelle la commune est exposée à un climat de montagne et est dans la région climatique Sud-est du Massif Central, caractérisée par une pluviométrie annuelle de 1 000} à 1 500 mm, minimale en été, maximale en automne.
Pour la période 1971-2000, la température annuelle moyenne est de 10,9 °C, avec une amplitude thermique annuelle de 15,8 °C. Le cumul annuel moyen de précipitations est de 1 117 mm, avec 11,6 jours de précipitations en janvier et 7,3 jours en juillet. Pour la période 1991-2020, la température moyenne annuelle observée sur la station météorologique la plus proche, située sur la commune de Salles-la-Source à 6 km à vol d'oiseau, est de 11,1 °C et le cumul annuel moyen de précipitations est de 869,1 mm,. Pour l'avenir, les paramètres climatiques de la commune estimés pour 2050 selon différents scénarios d'émission de gaz à effet de serre sont consultables sur un site dédié publié par Météo-France en novembre 2022.

## Urbanisme

### Typologie
Au 1er janvier 2024, Onet-le-Château est catégorisée centre urbain intermédiaire, selon la nouvelle grille communale de densité à 7 niveaux définie par l'Insee en 2022.
Elle appartient à l'unité urbaine de Rodez, une agglomération intra-départementale dont elle est une commune de la banlieue,. Par ailleurs la commune fait partie de l'aire d'attraction de Rodez, dont elle est une commune du pôle principal,. Cette aire, qui regroupe 68 communes, est catégorisée dans les aires de 50 000 à moins de 200 000 habitants,.

### Lieux-dits et écarts
- Boscus
- Canac, ancien fief
- Cantaranne
- Capelle
- Cabaniols
- Floyrac
- Fontanges
- Is
- la Basterie
- la Bertrandie
- la Brenguerie
- la Campie
- la Cayroullie
- la Combe
- la Deveze Migiere
- la Fabrasse
- la Gaffardie
- la Landeyrie
- la Morne
- la Panouse
- la Penchoterie
- la Praderie
- la Roque
- la Roquette
- la Souyrinie
- la Tricherie
- la Veyrie
- Labro
- le Campet
- le Castagné
- le Pesquié
- le Troc
- les Combes
- les Peyrieres
- l'Hermitage
- Limouze
- l'Oustal Nau
- Manhac
- Onrazac
- Puech Baurez
- Puech Maynade
- Saint-Augustin
- Saint-Marie
- Saint-Étienne
- Saint-Hubert
- Saint-Mayme
- Vabre
- Vialatelle, manoir

## Toponymie
Le nom de la commune rappelle très vite, lors de la Révolution, l'Ancien Régime. La commune est donc renommée Onet-la-Montagne en hommage aux Montagnards. Elle change de nom sous l'Empire devenant Onet-la-Plaine, puis redevient Onet-le-Château lors de la Restauration, jusqu'à aujourd'hui.
En occitan, le nom de la commune s'orthographie : Ònes lo Castèl.

## Histoire

### Moyen Âge
La prospérité du territoire de l'actuelle commune d'Onet-le-Château, qui faisait alors partie du comté de Rodez, démarre en 1589 lorsque ce même comté est rattaché à la couronne de France.
Avant la Révolution, l'actuel territoire communal était découpé en 4 paroisses :
- Saint-Mayme (la Roquette, la Souyrinie, Manhac, Vialatelle, Cantaranne, l'Oustal Nau, la Brenguerie, la Combe, Boscus,
- Saint Affricain de Limouze (Onet-village, la Bertrandie, le Trauc, la Praderie, Onrazac, la Tricherie)
- Saint-Martin de Limouze (600 habitants en 1771), dont le village de Capelle, qui comprenait également une grande partie de la commune de Druelle (le bourg de Druelle, Agnac, Anglade haut, Ayssiols, Lagarrigue, le Pas)
- Saint-Félix (Vabre, la Basterie, Fontanges, Puech Baurez, Flars, Floyrac, les Cabaniols, Labro, Canaguet), qui comprenait également plusieurs secteurs de l'actuelle commune de Rodez (Calcomier, la Peyrinie).

C'est une période très pauvre, Saint-Mayme compte jusqu'à 27 mendiants et Limouze en dénombre 15.

### Révolution
La commune d'Onet-le-Château est créée par ordonnance du roi Louis-Philippe Ier le 3 juillet 1837. Elle réunit les anciennes communes d'Onet-la-Plaine, Limouse, Is-Causse, Vabre, Cabaniol, Puech Baurez et Floirac.
Jusqu'en 1861, les hameaux d'Arsac, Arsaguet, Gros et Recoules (aujourd'hui sur la commune de Sainte-Radegonde) faisaient partie de la commune d'Onet le Château.

### Période moderne
Petite commune rurale en 1960, elle est devenue aujourd'hui un pôle urbain au sein de l'agglomération ruthénoise où se côtoient immeubles collectifs et zones pavillonnaires. Son essor est dû au développement important d’artisans et de commerçants qui viennent renforcer le tissu économique local. La proximité de Rodez (préfecture de l'Aveyron) constitue également facteur du développement économique (zone d'activité, loisirs). Onet-le-Château possède les deux plus grands centres commerciaux (dont Le Comtal) du département, et des équipements routiers denses et congestionnés qui traversent de part en part la commune et de plus en plus les quartiers résidentiels.
L'implantation de l'usine Bosch fabriquant des injecteurs pour moteurs diesel explique également l'expansion démographique de la commune.

## Politique et administration

### Intercommunalité
Onet-le-Château est une commune de la communauté d'agglomération Rodez Agglomération. C'est la deuxième plus grande ville de l'agglomération après Rodez. Elle marque l'entrée nord du territoire par son attractivité, ses commerces, ses loisirs, etc.

### Jumelages
- Allemagne Stegaurach[16] (Bavière)

## Population et société

### Démographie

#### Évolution démographique
L'évolution du nombre d'habitants est connue à travers les recensements de la population effectués dans la commune depuis 1793. Pour les communes de plus de 10 000 habitants les recensements ont lieu chaque année à la suite d'une enquête par sondage auprès d'un échantillon d'adresses représentant 8 % de leurs logements, contrairement aux autres communes qui ont un recensement réel tous les cinq ans,.

En 2022, la commune comptait 12 062 habitants, en évolution de +0,75 % par rapport à 2016 (Aveyron : +0,37 %, France hors Mayotte : +2,11 %).
| 1793 | 1800 | 1806  | 1821  | 1831  | 1836  | 1841 | 1846 | 1851 |
| ---- | ---- | ----- | ----- | ----- | ----- | ---- | ---- | ---- |
| 103  | 106  | 1 397 | 1 408 | 1 398 | 1 265 | 867  | 941  | 954  |

| 1856 | 1861 | 1866 | 1872 | 1876  | 1881 | 1886  | 1891  | 1896 |
| ---- | ---- | ---- | ---- | ----- | ---- | ----- | ----- | ---- |
| 988  | 998  | 916  | 936  | 1 057 | 987  | 1 030 | 1 026 | 944  |

| 1901 | 1906 | 1911  | 1921 | 1926 | 1931  | 1936 | 1946  | 1954  |
| ---- | ---- | ----- | ---- | ---- | ----- | ---- | ----- | ----- |
| 952  | 953  | 1 015 | 984  | 995  | 1 002 | 967  | 1 060 | 1 158 |

| 1962  | 1968  | 1975  | 1982  | 1990  | 1999  | 2006   | 2011   | 2016   |
| ----- | ----- | ----- | ----- | ----- | ----- | ------ | ------ | ------ |
| 1 515 | 4 741 | 6 391 | 9 473 | 9 705 | 9 922 | 10 418 | 11 068 | 11 972 |

| 2021   | 2022   | - | - | - | - | - | - | - |
| ------ | ------ | - | - | - | - | - | - | - |
| 11 873 | 12 062 | - | - | - | - | - | - | - |

#### Pyramide des âges
La population de la commune est relativement jeune.
En 2018, le taux de personnes d'un âge inférieur à 30 ans s'élève à 34,9 %, soit au-dessus de la moyenne départementale (28,8 %). À l'inverse, le taux de personnes d'âge supérieur à 60 ans est de 27,9 % la même année, alors qu'il est de 34,3 % au niveau départemental.
En 2018, la commune comptait 5 694 hommes pour 5 965 femmes, soit un taux de 51,16 % de femmes, légèrement supérieur au taux départemental (50,67 %).
Les pyramides des âges de la commune et du département s'établissent comme suit.
| Hommes | Classe d’âge | Femmes |
| ------ | ------------ | ------ |
| 0,9    | 90 ou +      | 1,3    |
| 7,0    | 75-89 ans    | 9,6    |
| 17,9   | 60-74 ans    | 19,0   |
| 19,0   | 45-59 ans    | 19,7   |
| 18,7   | 30-44 ans    | 17,0   |
| 17,6   | 15-29 ans    | 16,5   |
| 18,9   | 0-14 ans     | 16,9   |

| Hommes | Classe d’âge | Femmes |
| ------ | ------------ | ------ |
| 1,3    | 90 ou +      | 3      |
| 10,3   | 75-89 ans    | 13,5   |
| 21,3   | 60-74 ans    | 21,3   |
| 20,8   | 45-59 ans    | 20,1   |
| 16,4   | 30-44 ans    | 15,7   |
| 14,8   | 15-29 ans    | 12,2   |
| 15,3   | 0-14 ans     | 14,3   |

### Personnalités liées à la commune
- Amédée-Jean-Baptiste Latieule, (1838-1903), évêque de Vannes, né dans l'ancienne commune de Saint-Mayne ;
- Cyril Lignac (1977), cuisinier français ;
- Dominique Reynié, politologue français ;
- Frédéric Hantz : entraîneur de football, a été joueur au club d'Onet-le-Château Football jusqu'à sa majorité ;
- Zinédine Zidane, citoyen d'honneur depuis le 12 avril 1999[21], il possède une maison au lieu-dit Puech Baurez[22].

## Économie

### Revenus
En 2018 (données Insee publiées en septembre 2021), la commune compte 5 222 ménages fiscaux, regroupant 11 118 personnes. La médiane du revenu disponible par unité de consommation est de 21 160 € (20 640 € dans le département). 52 % des ménages fiscaux sont imposés ( % dans le département).

### Emploi
| Division       | 2008  | 2013  | 2018  |
| -------------- | ----- | ----- | ----- |
| Commune        | 7,4 % | 7,5 % | 7,2 % |
| Département    | 5,4 % | 7,1 % | 7,1 % |
| France entière | 8,3 % | 10 %  | 10 %  |

En 2018, la population âgée de 15 à 64 ans s'élève à 7 064 personnes, parmi lesquelles on compte 74,4 % d'actifs (67,2 % ayant un emploi et 7,2 % de chômeurs) et 25,6 % d'inactifs,. Depuis 2008, le taux de chômage communal (au sens du recensement) des 15-64 ans est supérieur à celui du département, mais inférieur à celui de la France.
La commune fait partie du pôle principal de l'aire d'attraction de Rodez,. Elle compte 6 449 emplois en 2018, contre 6 822 en 2013 et 6 823 en 2008. Le nombre d'actifs ayant un emploi résidant dans la commune est de 4 825, soit un indicateur de concentration d'emploi de 133,7 % et un taux d'activité parmi les 15 ans ou plus de 55,7 %.
Sur ces 4 825 actifs de 15 ans ou plus ayant un emploi, 1 758 travaillent dans la commune, soit 36 % des habitants. Pour se rendre au travail, 85,1 % des habitants utilisent un véhicule personnel ou de fonction à quatre roues, 3,4 % les transports en commun, 9,1 % s'y rendent en deux-roues, à vélo ou à pied et 2,5 % n'ont pas besoin de transport (travail au domicile).

### Activités hors agriculture

#### Secteurs d'activités
990 établissements sont implantés  à Onet-le-Château au 31 décembre 2019. Le tableau ci-dessous en détaille le nombre par secteur d'activité et compare les ratios avec ceux du département,.
| Secteur d'activité                                                                                        | Commune | Commune | Département |
| Secteur d'activité                                                                                        | Nombre  | %       | %           |
| --- | ------- | ------- | ----------- |
| Ensemble                                                                                                  | 990     | 100 %   | (100 %)     |
| Industrie manufacturière, industries extractives et autres                                                | 101     | 10,2 %  | (17,7 %)    |
| Construction                                                                                              | 110     | 11,1 %  | (13 %)      |
| Commerce de gros et de détail, transports, hébergement et restauration                                    | 368     | 37,2 %  | (27,5 %)    |
| Information et communication                                                                              | 17      | 1,7 %   | (1,5 %)     |
| Activités financières et d'assurance                                                                      | 36      | 3,6 %   | (3,4 %)     |
| Activités immobilières                                                                                    | 46      | 4,6 %   | (4,2 %)     |
| Activités spécialisées, scientifiques et techniques et activités de services administratifs et de soutien | 137     | 13,8 %  | (12,4 %)    |
| Administration publique, enseignement, santé humaine et action sociale                                    | 105     | 10,6 %  | (12,7 %)    |
| Autres activités de services                                                                              | 70      | 7,1 %   | (7,8 %)     |

Le secteur du commerce de gros et de détail, des transports, de l'hébergement et de la restauration est prépondérant sur la commune puisqu'il représente 37,2 % du nombre total d'établissements de la commune (368 sur les 990 entreprises implantées à Onet-le-Château), contre 27,5 % au niveau départemental.

#### Entreprises
Les cinq entreprises ayant leur siège social sur le territoire communal qui génèrent le plus de chiffre d'affaires en 2020 sont : 
- Sebazac Distribution - Sebadis, hypermarchés (110 970 k€) ;
- Societe Fromagere De Rodez, fabrication de fromage (59 194 k€) ;
- Societe Laitiere De Rodez, fabrication de lait liquide et de produits frais (51 453 k€) ;
- SA Fabre Rudelle, commerce de voitures et de véhicules automobiles légers (39 299 k€) ;
- Cmobility, commerce de voitures et de véhicules automobiles légers (33 779 k€).

|                   | Agriculture | Industrie | Tertiaire | Construction |
| ----------------- | ----------- | --------- | --------- | ------------ |
| Onet-le-Château   | 2,4 %       | 35,0 %    | 55,7 %    | 7,0 %        |
| Moyenne nationale | 4,1 %       | 18,3 %    | 71,5 %    | 6,1 %        |

La ville d'Onet-le-Château est le poumon économique de l'agglomération du Grand-Rodez. Plus de 6 800 salariés sont recensés dans les zones d'activités de la commune. Parmi eux, 3 850 travaillent sur les sites suivants : l'Estréniol, Bel-Air et surtout Cantaranne. 600 de ces salariés vivent à Onet-le-Château, 2 000 résidents dans les sept autres communes de l'Agglomération.
Ce tissu industriel, artisanal et commercial est la force économique d’Onet-le-Château mais aussi de tout le Grand-Rodez et de l’Aveyron. Malgré un contexte national difficile, il assure des possibilités d’emplois importantes, variées et attractives.
La commune jouit d'un taux d'équipement commercial élevé. De nombreuses grandes surfaces généralistes (alimentation avec galeries marchandes) et spécialisées (sport et loisirs, équipement de la maison, habillement, automobile, jardinage, etc.) permettent d'offrir une palette très large de produits et de services.

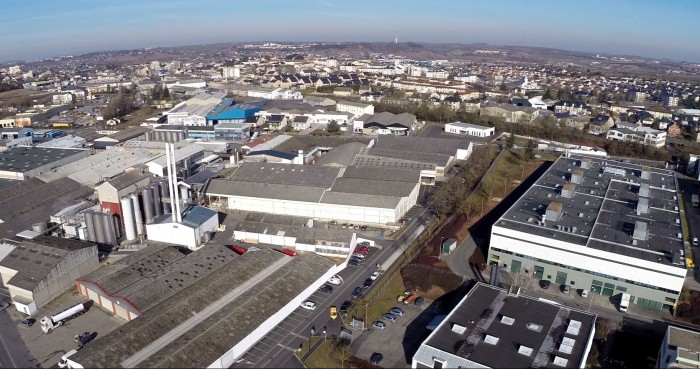
Zone d'activités de Cantaranne.

### Agriculture
La commune est dans les Grands Causses, une petite région agricole occupant le sud-est du département de l'Aveyron. En 2020, l'orientation technico-économique de l'agriculture sur la commune est l'élevage d'ovins ou de caprins.
|               | 1988  | 2000  | 2010  | 2020  |
| ------------- | ----- | ----- | ----- | ----- |
| Exploitations | 68    | 39    | 43    | 37    |
| SAU (ha)      | 3 371 | 3 217 | 2 846 | 2 821 |

Le nombre d'exploitations agricoles en activité et ayant leur siège dans la commune est passé de 68 lors du recensement agricole de 1988 à 39 en 2000 puis à 43 en 2010 et enfin à 37 en 2020, soit une baisse de 46 % en 32 ans. Le même mouvement est observé à l'échelle du département qui a perdu pendant cette période 51 % de ses exploitations,. La surface agricole utilisée sur la commune a également diminué, passant de 3 371 ha en 1988 à 2 821 ha en 2020. Parallèlement la surface agricole utilisée moyenne par exploitation a augmenté, passant de 50 à 76 ha.

## Culture locale et patrimoine

### Les églises
- Église Saint-Joseph-l'Artisan d'Onet-le-Château.
- Église Saint-Mayme de Saint-Mayme.
- Église Saint-Martin de Limouze.

### Les châteaux

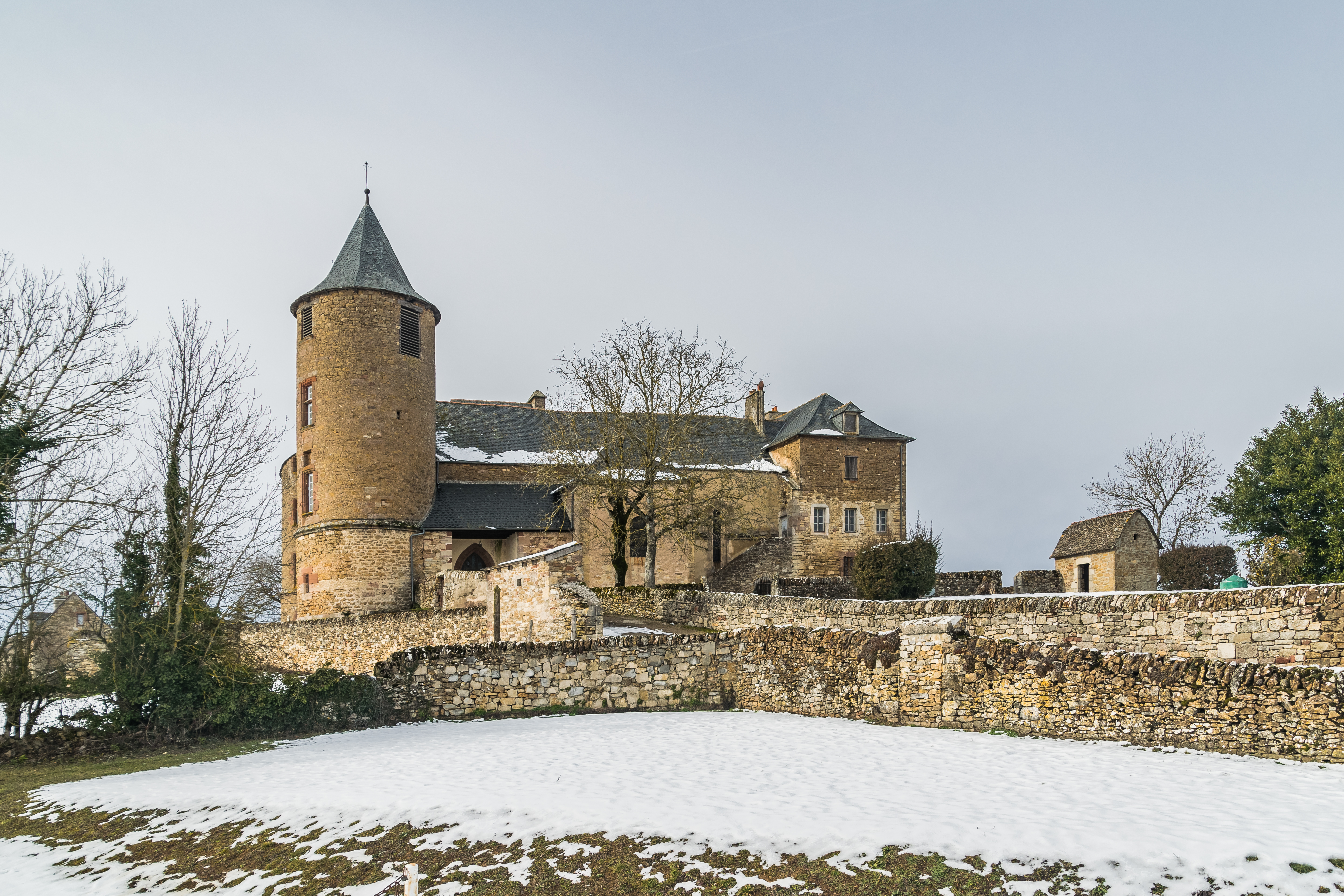
Château d'Onet-le-Château sous la neige.

Onet-le-Château a beau être une ville nouvelle qui accueille le surplus d'habitants ruthénois, elle a su conserver un patrimoine châtelin. Héritage de l'insécurité du Moyen Âge ou démonstration de richesse de leurs propriétaires, la commune compte pas moins de 28 châteaux.

## Vie locale

### Évènements
Depuis 2006, et jusqu'en 2010, Onet-le-Château a accueilli le grand festival Skabazac, qui était alors représenté à Sébazac-Concourès.

#### Évènements sportifs

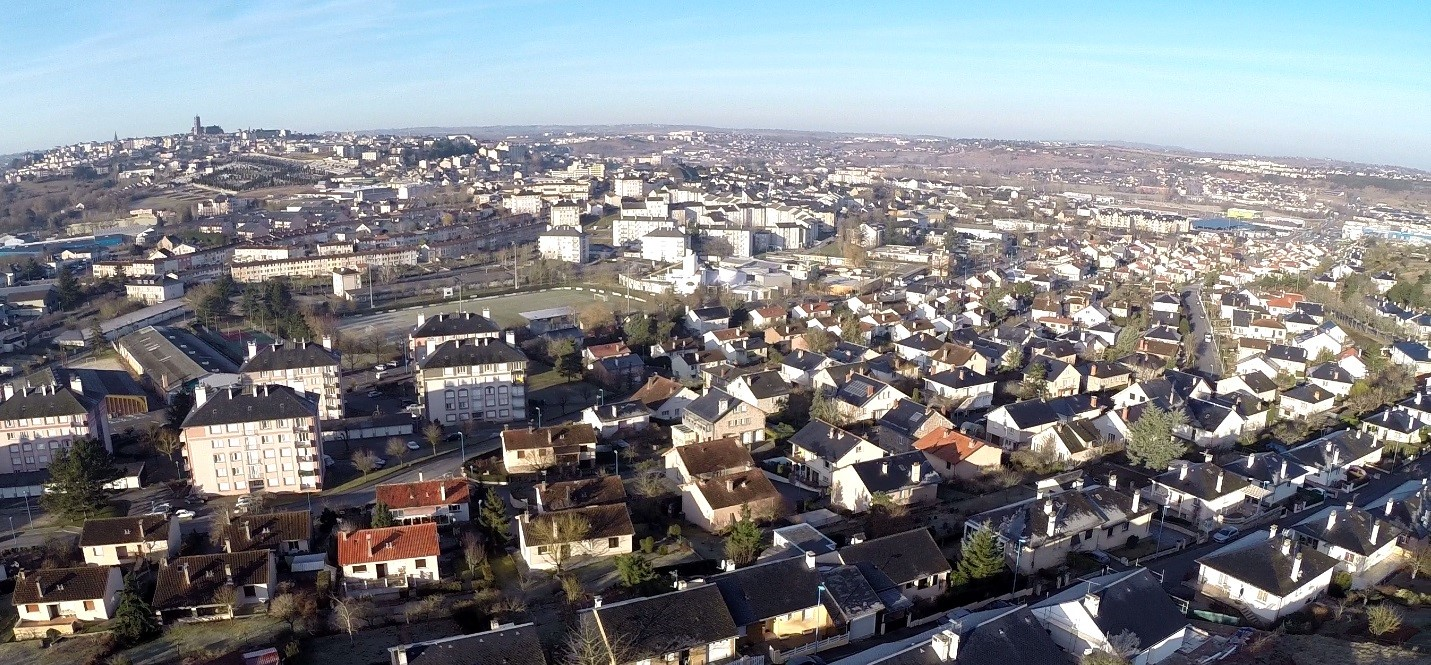
Quartier des Quatre-Saisons, en 2014

Plusieurs événements et festivités se déroulent dans les différents quartiers de la commune Castonétoise. Chaque année depuis 2009, le club de Football d'Onet-le-Château organise le Tournoi International de Football de la catégorie U13. Plusieurs équipes telles que le TFC, (Toulouse), Olympique Lyonnais (Lyon), ou encore le MHSC (Montpellier Hérault), AC Cesena (Italie), SC Braga (Portugal) et les Real Sociedad (Saint-Sébastien) et Réal Valladolid (Espagne) viennent fouler les terrains Castonétois. Un grand événement qui rassemble, chaque année, plus de 190 jeunes sportifs.
Chaque année, sur plus de 21 km, se déroule la Transcastonétoise. Le Semi-marathon communal est une épreuve qui permet aux sportifs de parcourir les rues et terres rurales Castonétoises. La course est lancée depuis le village de Capelle et elle prend fin dans le quartier des Quatre-Saisons. La 12e édition de la Transcastonétoise a eu lieu le 13 septembre 2015.
La CYCL'ONET est une course de cyclo-tourisme durant laquelle les amateurs, les sportifs, découvrent le paysage aveyronnais à vélo. Organisée par le club VELO 2000 ONET depuis plus de 14 ans, au mois de septembre, cette randonnée est ouverte à tous. Elle s'étend sur plus de 50 km de randonnée en moyenne. Elle a lieu début septembre.
Les associations sportives, des bénévoles et la collectivité de la commune Castonétoise se réunissent tous les ans pour célébrer la fête du sport au mois de septembre.

#### Festivités communales et évènements culturels
Spectacles, Concerts, animations, vide-grenier, démonstrations artistiques
et sportives, les comités de fête et d'animation et la municipalité se
réunissent chaque année : 
- La fête des Quatre-Saisons réunit, chaque année, près de 1000 personnes avant de battre son plein pendant deux à trois jours avant de se clore sur un feu d'artifice. Cette fête se déroule généralement lors du dernier week-end du mois de juin.
- la fête des Costes-Rouges.
- La fête du village de Capelle réunit les habitants, chaque année, durant quelques jours, autour d'une table aveyronnaise, dans une ambiance musicale locale.
- La fête d'Onet Village qui propose un concours de pétanque, un apéro-concert et la restauration Castonétoise.

### Infrastructures et espaces verts
La commune dispose de plusieurs équipements sportifs et culturels: cinq stades dont un synthétique, une piscine couverte, gérée notamment par Rodez Agglomération, une médiathèque municipale Paul Géraldini, une MJC, trois gymnases, une salle des fêtes, deux city-stades de basket, un parcours de golf. Un théâtre municipal d'une capacité de 499 places La Baleine, fait également partie du patrimoine culturel de la commune.
De nombreux espaces verts, espaces et voies de promenades sont également en accès libre pour les habitants.
Durant la nuit du 30 juillet 2018, Le Bowling du Rouergue, composé de 12 pistes de jeu, part en fumée. L’incendie se déclare dans les cuisines. Il détruit l'établissement en totalité et endommage partiellement l'hôtel attenant. Depuis reconstruit en totalité il accueille à nouveau ses nombreux clients. 
Sur le domaine de Vabre, la commune Castonétoise compte également de grands équipements sportifs : lancer de poids, saut en longueur, football, rugby, pétanque, tennis, athlétisme, parcours de santé, etc.